# Marat Ganejev
Marat Ganejev, född den 6 december 1964 i Naberezjnyje Tjelny, Tatarstan, är en sovjetisk före detta tävlingscyklist som tog OS-brons i poängloppet vid olympiska sommarspelen 1988 i Seoul. 